# Amusurgus kanyakis
Amusurgus kanyakis är en insektsart som beskrevs av Otte, D. och R.D. Alexander 1983. Amusurgus kanyakis ingår i släktet Amusurgus och familjen syrsor. Inga underarter finns listade i Catalogue of Life.